# 江差町郷土資料館
江差町郷土資料館（えさしちょうきょうどしりょうかん）は、道指定有形文化財である「旧檜山爾志郡役所庁舎」（きゅうひやまにしぐんやくしょちょうしゃ）を活用した博物館施設である。

## 建物概要
檜山郡・爾志郡を管轄する郡役所として、1887年（明治20年）に建設された建物。1992年（平成4年）には、北海道に唯一現存する郡役所庁舎として、道指定有形文化財に指定された。1996年（平成8年）から1997年（平成9年）にかけて、保存のための修理工事が行われた。指定物件は主屋と附設平屋からなっており、渡り廊下で繋がっている。主屋の正面中央には1階に玄関ポーチが、2階にバルコニーが設けられている。修理工事の際、主屋の壁・天井に多様な布張りが施されていたことが判明し、建物の修理にあわせて布張りも復元した。

## 郷土資料館
前身となる「江差町生涯学習センター」を2007年（平成19年）3月限りで閉館し、「郷土資料室」の機能を当庁舎へ移転して江差町郷土資料館としてオープンした。江差線部分廃止後、同線関係資料は当館に所蔵されているが、旧江差駅前の「旧江差駅資料展示館・地域交流館」においても展示されていた。2021年（令和3年）7月限りで旧江差駅資料展示館・地域交流館は閉館。同館の所蔵品約40点も当館に移管され、同年8月13日から展示されている。

## 所在地
北海道檜山郡江差町字中歌町112

## 交通アクセス
- 函館バス「中歌町」バス停（江差町役場の前）より徒歩約5分